# Kshamapana
La Kshamapana (IAST: kṣamāpanā) est une cérémonie du jaïnisme qui se traduit par: demande de pardon. Il s'agit d'un rituel de confession qui a lieu principalement une fois dans l'année sur le sous-continent indien lors du festival de Samvatsari pour la branche shvetambara, et lors de Dasha-Lakshana-Parvan pour le courant digambara. Les croyants se rendent au temple et disent des phrases comme: « Puissent mes fautes être sans conséquence ». Le fidèle recherche à détruire son mauvais karma pour atteindre plus rapidement le moksha: l'éveil.